# Black Horizonz
Black Horizonz – niemiecka grupa grająca black metal. Zespół powstał w roku 1999 pod nazwą Black Horizons. Dopiero w 2005 grupa zmieniła nazwę na Black Horizonz. Tematem piosenek grupy jest mizantropia, satanizm i okultyzm. Do roku 2006 zespół wydał aż 5 dem, i jeden split, gdzie zagościł zespół Nebeltor.
 Dopiero w 2007 powstał pierwszy album studyjny pod nazwą Khavoid. Kolejnym albumem jest Krura wydana w roku 2010.

## Członkowie
- Reiner – gitara basowa (1999 – aktualnie)
- Hacky – gitara (1999 – aktualnie)
- Austi – wokal (2003 – aktualnie)
- Daniel Müller – perkusja (2004 – aktualnie)
- Henning Funke- gitara (2006 – aktualnie)
- Falko – perkusja (1999 – 2004)
- Nocturnus – wokal (1999 – 2002)

## Dyskografia
- Albumy studyjne

| Rok  | Album   |
| ---- | ------- |
| 2007 | Khavoid |
| 2010 | Krura   |
| 2013 | Koma    |

- Dema

| Rok  | Demo                          |
| ---- | ----------------------------- |
| 2001 | Lost in Shadow Grim           |
| 2004 | Within My Suns Last Shafts    |
| 2005 | Eccentric Wrath               |
| 2005 | Promo                         |
| 2006 | Promo – Battles of Modern Art |

- Split

| Rok  | Split                             |
| ---- | --------------------------------- |
| 2006 | Lost in Shadows Grim / Grabgesang |